# 캐서린 트레사
캐서린 트레사(힌디어: कैथरीन टेरेसा, 영어: Catherine Tresa, 1989년 9월 10일 ~ )는 인도의 배우, 모델이다.